# Mont Shefford
Mont Shefford is een van de 9 Montérégie-heuvels in de Canadese provincie Québec. Mont Shefford ligt in een bosrijk gebied in de gemeente Shefford, tussen de plaatsen Waterloo en Bromont. De skipistes die hier aanwezig waren zijn nu gesloten. Er zijn enkele meren op de heuvel aanwezig, en enkele tientallen (vakantie)woningen.